# Patrick Body
Patrick Antoine Body (* 17. Januar 1982 in Pittsburgh, Pennsylvania) ist ein ehemaliger US-amerikanischer American-Football- und Arena-Football-Spieler. Er spielte eine Saison auf der Position des Defensive Backs für die Cincinnati Bengals in der National Football League (NFL).

## Profikarriere

### Cincinnati Bengals
Nachdem Body im NFL Draft 2005 nicht ausgewählt wurde, verpflichteten ihn die Cincinnati Bengals. Am 3. September 2005 wurde Body entlassen, jedoch einen Tag später für den Practice Squad verpflichtet. Am 26. November 2005 wurde er in den 53-Mann-Hauptkader befördert. Am 3. September 2006 wurde Body auf der Injured Reserve List platziert, zwei Tage später jedoch entlassen.

### Minnesota Vikings
Am 12. Juli 2007 verpflichteten die Minnesota Vikings Body, entließen ihn aber bereits am 2. September 2007.

### Detroit Lions
Am 14. Februar 2007 wurde Body von den Detroit Lions für deren Practice Squad verpflichtet. Am 11. April 2008 wurde Body von den Lions entlassen.

### Winnipeg Blue Bombers
Am 12. Mai 2009 wurde Body von den Winnipeg Blue Bombers verpflichtet. Am 25. Juni 2009 wurde er entlassen.

### Utah Blaze
Am 15. Februar 2010 wurde Body von den Utah Blaze verpflichtet. Am 12. Juni 2010 wurde er suspendiert und eine Woche später entlassen.